# Audun Endestad
Audun Gudmund Endestad (* 19. Januar 1953 in Bryggja, Vågsøy, Norwegen) ist ein ehemaliger US-amerikanischer Skilangläufer.
Endestad wurde in Norwegen geboren, ist aber in die Vereinigten Staaten nach Alaska ausgewandert. Dort war er als Langläufer aktiv. Dabei gewann er 13 nationale Meistertitel und sechsmal das Great American Ski Chase, ein Skimarathon. Außerdem qualifizierte er sich für die Olympischen Winterspiele 1984 in Sarajevo. Dort startete er im Rennen über 50 Kilometer und beendete dieses auf dem 18. Platz. Endestad betrieb auch danach verschiedene Sportarten und nahm an Seniorenwettkämpfen im Langlauf, Wandern, Rennen, Kanusport, Radfahren und Klettern teil.
Endestad war mit der Skilangläuferin Judy Rabinowitz verheiratet.